# 1471 Tornio
1471 Tornio eller 1938 SL1 är en asteroid upptäckt 16 september 1938 av den finske astronomen Yrjö Väisälä vid Storheikkilä observatorium. Asteroiden har fått sitt namn efter Torneå, Finland.